# Steven Culp
Steven Bradford Culp (La Jolla, Kalifornia, 1955. december 3. –) amerikai színész.

## Fiatalkora és családja
1955. december 3-án született a kaliforniai La Jollában, tengerésztiszt édesapa gyermekeként. 
Gyermekkorában szülei elváltak, majd édesanyja, az ohiói születésű Mary Ann „Anjo” Joseph John Raymond Gradinskyhez ment férjhez. Steven a First Colonial High School tanulója volt. A William & Mary Főiskolán szerzett diplomát, de az angol Exeter University-n is tanult.

## Pályafutása
Legismertebb visszatérő szerepei Clayton Webb a JAG – Becsületbeli ügyek (1997–2004), és J. Hayes őrnagy a Star Trek: Enterprise (2003–2004) című sorozatokban. A 2004-es év folyamán ő lett az első olyan színész, aki egyidejűleg négy televíziós sorozatban tűnt fel visszatérő szereplőként.
Kétszer is eljátszhatta Robert F. Kennedy amerikai elnököt: először a Norma Jean és Marilyn (1996) című tévéfilmben, majd a Tizenhárom nap – Az idegháború című 2000-es mozifilmben. Martin Madden parancsnok szerepében tűnt fel a Star Trek – Nemezis-ben (2002). Karaktere helyettesítette William T. Rikert, aki ezentúl mint az Enterprise elsőtisztje tűnt fel a képernyőkön. Azonban mivel a film a kelleténél hosszabb ideig futott, Culp jeleneteit (sok más jelenettel együtt) kivágták a befejező részből, így Madden csak a DVD törölt jeleneteiben látható.
Egyéb szerepei közé tartozik Peter Drummond a Horrortár – Szörnyek szülője című 2001-es filmben, melyben számítógépes játékprogramozók véletlenül életre keltik a gyilkos Al-t. Ő játszotta egy évad erejéig Rex Van de Kamp-ot, a Marcia Cross által alakított Bree Van de Kamp férjét a Született feleségek című drámasorozatban. Az évad végén a karakter halálával kiírták a sorozatból. Culp szintén feltűnt Az elnök emberei epizódjaiban, a republikánus Jeff Haffley szerepében. A 24 című sorozat második évadjában is megjelent Ted Simmons titkosügynök szerepében.
2007-ben az ABC Az utazó című sci-fi sorozatának szereplője lett.

## Magánélete
Barbara Ayers házastársa, két gyermekük született.
2006. január 1-jének reggelén féltestvérét, Kathry Harveyt férjével és két gyermekével együtt meggyilkolták a virginiai Richmondban. A gyilkossággal vádolt Ricky Javon Grayt halálbüntetésre ítélték.

## Filmográfia

### Film
| Év   | Magyar cím                               | Eredeti cím                          | Szerep                    | Magyar hang    |
| ---- | ---------------------------------------- | ------------------------------------ | ------------------------- | -------------- |
| 1989 | Egy kis anatómia                         | Gross Anatomy                        | Jerry Fanning Forrester   |                |
| 1991 | Meghalsz újra!                           | Dead Again                           | partivendég               |                |
| 1992 |                                          | Diego Rivera: I Paint What I See     | Nelson Rockefeller        |                |
| 1993 | Péntek 13. – IX. rész: Jason pokolra jut | Jason Goes to Hell: The Final Friday | Robert Campbell           | Harcsik Róbert |
| 1993 | Félelem nélkül                           | Fearless                             | orvos a sürgősségin       |                |
| 1996 | James és az óriásbarack                  | James and the Giant Peach            | James apja                |                |
| 2000 | Betty nővér                              | Nurse Betty                          | barát                     | Földi Tamás    |
| 2000 | Tizenhárom nap – Az idegháború           | Thirteen Days                        | Robert F. Kennedy         | Rajkai Zoltán  |
| 2002 | Star Trek – Nemezis (törölt jelenet)     | Star Trek: Nemesis                   | Martin Madden parancsnok  |                |
| 2002 | Császárok klubja                         | The Emperor's Club                   | Martin Blythe felnőttként | F. Nagy Zoltán |
| 2004 | A spártai                                | Spartan                              | Gaines                    | Seder Gábor    |
| 2005 | A három nővér                            | The Sisters                          | Harry Glass               | Epres Attila   |
| 2007 | Tűzoltó kutya                            | Firehouse Dog                        | Zachary Hayden            | Fazekas István |
| 2008 | A gyilkos bennünk                        | From Within                          | Joe lelkész               | Forgács Péter  |
| 2008 | Elhagyom a várost                        | Leaving Barstow                      | Mr. Johns                 |                |
| 2011 |                                          | The Chicago 8                        | Thomas Foran              |                |
| 2014 | Amerika Kapitány: A tél katonája         | Captain America: The Winter Soldier  | Scudder                   |                |
| 2017 | Az utolsó szó                            | The Last Word                        | Sam Serman                |                |
| 2018 |                                          | Collusions                           | Robinson ügynök           |                |

### Televízió
| Év   | Magyar cím                       | Eredeti cím                           | Szerep            |
| ---- | -------------------------------- | ------------------------------------- | ----------------- |
| 2008 | Impact - A becsapódás napja 1-2. | Impact                                | az amerikai elnök |
| 2007 | Traveler – Az utolsó vakáció     | Traveler                              | Különleges ügynök |
| 2005 |                                  | Deck the Halls                        | Dr. Olsen         |
| 2004 | Született feleségek              |                                       | Rex Van de Kamp   |
| 2001 | Horrortár - Szörnyek szülője     | How to Make a Monster                 | Drummond          |
| 2000 | Gyilkos sorok - Rideg harcos     | Murder, She Wrote: A Story to Die For | William Batsby    |
| 1995 | Az ismeretlen donor              | Donor Unknown                         | Joel              |
| 1995 | JAG – Becsületbeli ügyek         | JAG                                   | Clayton Webb      |